# De goochelaar (gravure)

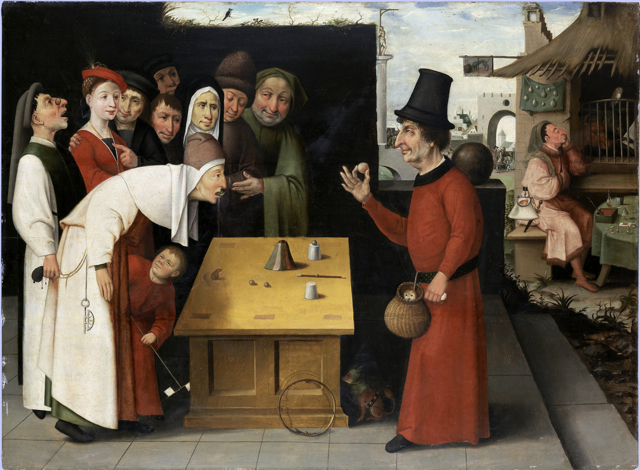
Vrij naar Jheronimus Bosch. De goochelaar. 16e eeuw. Jeruzalem, Israel Museum.

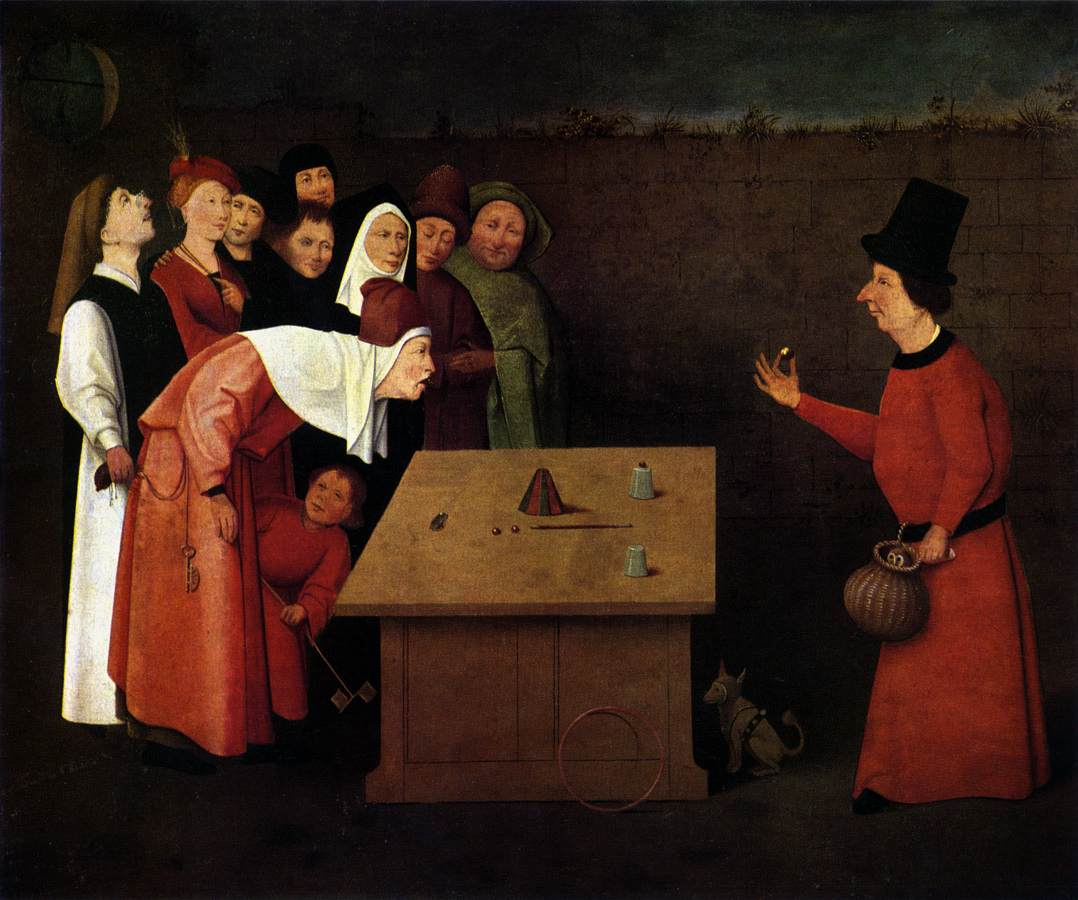
Toegeschreven aan, atelier van of naar Jheronimus Bosch. De goochelaar. Ca. 1502 of later. Saint-Germain-en-Laye, Musée Municipal.

De goochelaar is een gravure van de Zuid-Nederlandse prentkunstenaar Balthasar van den Bosch naar een schilderij van Jheronimus Bosch.

## Voorstelling
Het stelt een goochelaar voor die een balletje-balletje-spel uitvoert voor een groep toeschouwers. Terwijl hij dit doet wordt een van de toeschouwers van zijn beurs beroofd. In de bijschriften boven de prent wordt gewaarschuwd voor de domheid van de mens.

Och wat vintmen Coenskens in tswerelts ronden / Die door den guijchelsack wonder connen brouwen / En doen tuolck spouwen met hare loose vonden / wonder op de’ tafele waer dore sij huijs houwen / daeroen betroutse niet tot gheene stonden / want verloordi oock u borse tsoude u rouwen.
(Och wat vindt men kunstjes in de wereld. Zij die door de goochelzak wonderen kunnen brouwen doen het volk wonderlijke dingen uitbraken op de tafel. Daardoor halen ze hun slag thuis. Vertrouw hen dus nooit, want als je ook je beurs verloor zou het je berouwen)

De ene snijt de borse sonder geruchten / Dander gaet daer mede loopen / Di’ Doorden vinger siet tsijn ock cluchte / en gauen sij gen geest sij mostet becoopen
(De één snijdt de beurs in stilte, de ander gaat ermee lopen. Diegenen die [dit] door de vingers zagen – het is ook een klucht – en er niets van zeiden, zij moest het bekopen)

De prent is verwant aan een groep van vijf schilderijen met dezelfde compositie. Net als de versie in Jeruzalem en Philadelphia geeft de prent een doorkijkje naar een landschap in de verte. De prent komt met het exemplaar in Saint-Germain-en-Laye, New York (collectie Nicholson) en Californië overeen in de zin dat de goochelaar geheel rechts staat. Ook kleinere details komen elders voor, zoals de boomtakken rechtsachter (Californië) en de vorm van het raam de ooievaar links (Saint-Germain-en-Laye).

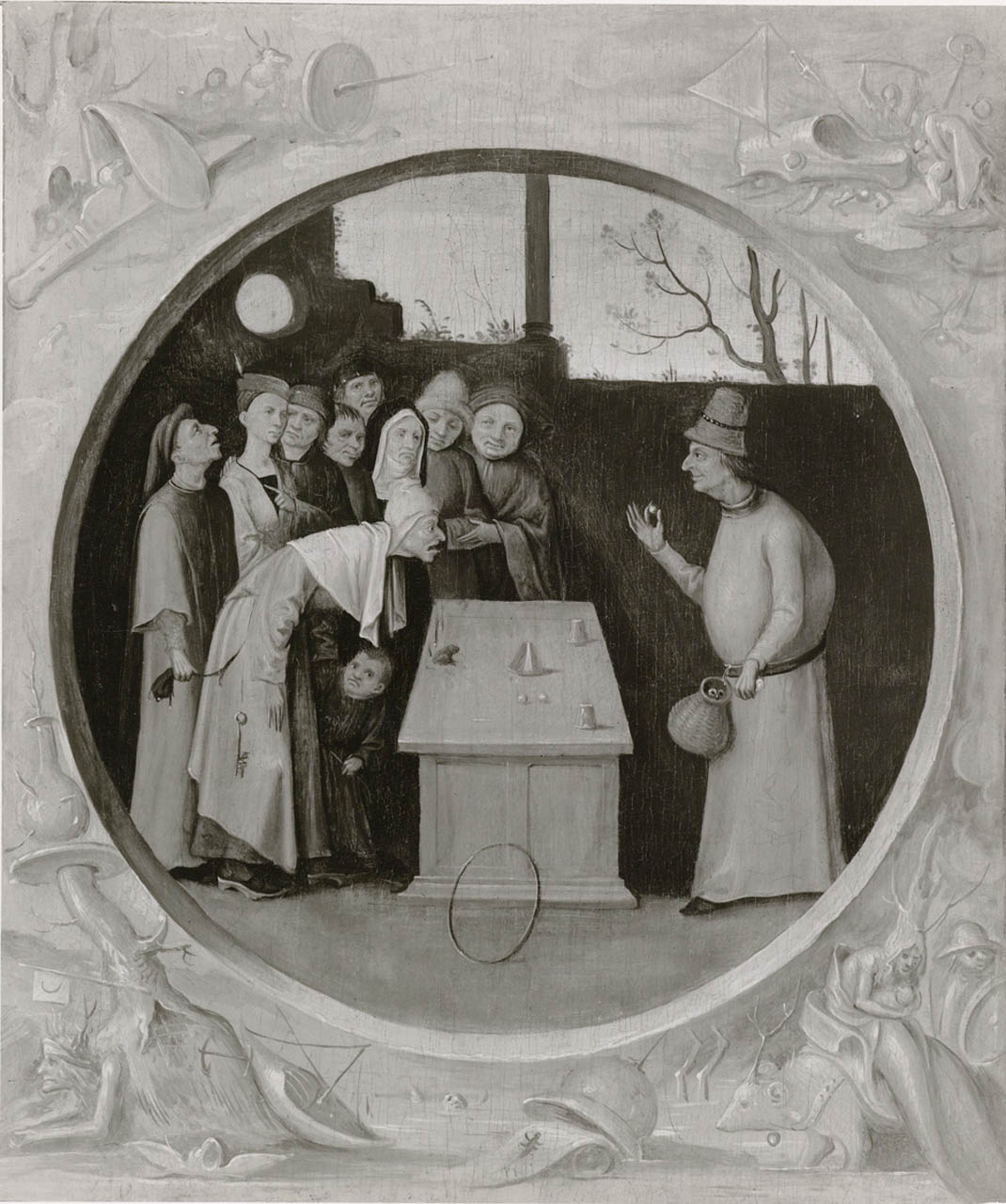
Vrij naar Jheronimus Bosch. De goochelaar. 16e eeuw. Californië, privéverzameling.

Het is dus niet mogelijk één schilderij aan te wijzen dat als voorbeeld voor de prent heeft gediend. Mogelijk gaat de prent terug naar een verloren gegaan origineel van Bosch. Het belangrijkste verschil tussen de prent en de schilderijen is dat de goedgelovige toeschouwer niet door één maar door twee dieven bestolen wordt. Hier is ook in het bijschrift sprake van: ‘De ene snijt de borse sonder geruchten / Dander gaet daer mede loopen’.

## Afdrukken
Van de gravure bestaan minstens twee afdrukken, die bewaard worden in de Staatliche Graphische Sammlung (zie afbeelding infobox) in München en het Rijksmuseum Amsterdam.